# Instituto de Investigación en Combustión y Contaminación Atmosférica
El Instituto de Investigación en Combustión y Contaminación Atmosférica (ICCA) es un centro de investigación en química de la atmósfera y en motores de combustión, que forma parte de la Universidad de Castilla-La Mancha. Está ubicado en el campus de Ciudad Real.

## Descripción
Su investigación se desarrolla en cuatro áreas:
- Química y contaminación atmosférica;
- Química atmosférica, calidad del aire y fotoquímica;
- Combustión y motores;
- Mineralogía aplicada.

Para desarrollar sus actividades en el campo de la contaminación atmosférica cuenta con espacios en el Edificio Marie Curie (en la Facultad de Ciencias y Tecnologías Químicas) así como en el Edificio Polivalente.
En el campo de combustión y motores tiene espacios en la Escuela Politécnica de Ciudad Real, el Instituto de Investigaciones Energéticas y Aplicaciones Industriales (INEI) y en el Instituto de Energías Renovables de Albacete.
Para el campo de mineralogía aplicada tiene espacios en el Instituto Regional de Investigación Científica Aplicada (IRICA).

### Objetivos
Entre sus objetivos se encuentran investigar en biocombustibles, gestionar los residuos que genera, el control ambiental y asesoramiento técnico a administraciones y empresas en biocombustibles.